# 한국정
한국정(韓國正, ? ~ ?)은 대한제국 말기에 일진회와 자위단원호회 회원으로 활동했던 인물이다.

## 생애
1905년 송병준, 이용구 등이 전년도에 결성한 친일단체 일진회의 평의원이 되었다. 러일전쟁 때 이용구는 일진회 회원들과 함께 북진수송대를 조직해 일본군을 도왔는데, 한국정도 여기에 가담하여 1908년 일본 정부로부터 훈7등 서보장을 수여받았다. 1907년에는 의병운동을 탄압할 목적으로 조직된 자위단원호회 순회총부의 향관(餉官)이라는 직책을 맡았고, 순회총부장 이용구를 수행해 경기도와 강원도에 파견되었다.

## 사후
- 2006년 친일반민족행위진상규명위원회가 조사 발표한 친일반민족행위 106인 명단에 포함되었다.

## 같이 보기
- 일진회
- 북진수송대
- 자위단원호회

## 참고자료
- 친일반민족행위진상규명위원회 (2006년 12월). 〈한국정〉 (PDF). 《2006년도 조사보고서 II - 친일반민족행위결정이유서》. 서울. 809~813쪽쪽. 발간등록번호 11-1560010-0000002-10. 2007년 9월 26일에 원본 문서 (PDF)에서 보존된 문서. 2007년 8월 18일에 확인함.